# Gestione dei ricavi
Per gestione dei ricavi (dall'inglese: yield management - YM - o revenue management - RM, a volte tradotto con gestione della redditività, tariffazione in tempo reale) si intende il sistema di gestione delle capacità disponibili (camere d'albergo, posti a sedere nel trasporto aereo) che ha come obiettivo la massimizzazione e l'ottimizzazione del volume di affari.
La tecnica di vendita che ne deriva consente di modificare i ricavi per unità sulla base del reale andamento della domanda, realizzando i maggiori ricavi e il più alto tasso di vendite possibile in ogni periodo dell'anno. Una delle manifestazioni più evidenti è l'applicazione di prezzi più alti quando la domanda è elevata e prezzi scontati quando è più bassa.
Inizialmente le tecniche di RM sono appannaggio delle grandi aziende, in grado di affrontare i costi di sistemi onerosi, come i GDS - Global Distribution System; tramite la diffusione del web, "con lo scoccare del primo lustro del nuovo millennio, invece, ogni impresa a capacità vincolata e deperibile può adottare i principi di YM".

## Obiettivi
La gestione dei ricavi consiste in un controllo integrato di capacità e prezzo per massimizzare ricavi / profitto.
Il prezzo non è determinato dall'incontro di domanda e offerta aggregate di mercato, viene quanto più possibile reso "individuale", adatto alla struttura delle preferenze personali, per ottenere da ogni cliente la massima somma che è disposto a pagare per un prodotto/servizio. Ciò equivale ad ipotizzare domanda di mercato lineare, dove, noti i costi per soddisfare la domanda:
{\displaystyle max\Pi =max(PQ)=max(p_{i}q_{i}),\forall i}.
I prezzi sono un input delle tecniche di Yield Management, non necessariamente variati da queste: il massimo profitto da un cliente si ottiene segmentando la domanda con diversi profili tariffari, ai quali è associato un certo numero di clienti con una propensione di spesa simile.
Un'altra finalità è la saturazione della capacità disponibile e la fidelizzazione del cliente per lunghi periodi.

## Condizioni di applicabilità
L'ambito di applicazione delle tecniche della gestione dei ricavi riguarda attività:
- a capacità fissa e limitata, dove i costi fissi e i costi per incrementare la capacità sono elevati;
- prenotazione/vendita anticipate rispetto al consumo;
- domanda variabile e non perfettamente prevedibile;
- presenza di un prodotto/servizio deperibile, per cui mancare una vendita in un giorno significa una perdita non recuperabile;
- prodotti/servizi indifferenziati tra clienti con comportamenti d'acquisto (preferenze, funzione di utilità) diversi: lo stesso prodotto/servizio può essere venduto a clienti differenti;
- possibilità di segmentare la domanda. L'ipotesi precedente vale quindi per sottoinsiemi del mercato, i segmenti individuabili al suo interno;
- Sistema informativo accurato e dettagliato.

## Settori di applicazione
Gli ambiti di applicazione riguardano principalmente il settore dei servizi;
- industria dei divertimenti (cinema, teatri, musei);
- settore dei trasporti (aereo, navale, ferroviario, via camion, agenzie di noleggio auto);
- catene di alberghi e villaggi turistici;
- Tour Operator;
- vendita al dettaglio (bar, supermercati, ristoranti);
- settore del multimedia o telefonia mobile (operatori telefonici virtuali).

Le tecniche, in linea teorica, sono riferibili anche a settori manifatturieri con prodotti deperibili.
Nell'ambito del settore alberghiero, e di contesti in cui il prezzo non è variabile in funzione del cliente e della sua propensione all'acquisto, l'obiettivo diventa saturare la capacità: un albergo potrebbe riservare delle camere, prevedendo di avere clienti che soggiornano per periodi più lunghi. Il costo di questa scelta può coincidere con alcuni giorni in cui la camera rimane vuota per attendere l'arrivo di un cliente che soggiornerà per un periodo più lungo, la cui perdita significherebbe in un periodo successivo una perdita di entità maggiore.

## Tecniche di gestione dei ricavi

### Sovrapprenotazione (Overbooking)
Per sovrapprenotazione si intende la vendita di un numero di posti superiore alla capacità, per cautelarsi da disdette delle prenotazioni (cancellazioni), mancate presentazioni (No Show) e quindi dall'avere unità disponibili non utilizzate. La sovrapprenotazione crea un disservizio al cliente che deve ritardare il viaggio o lo spettacolo, l'inizio di una vacanza, o trovare una diversa sistemazione, in base all'ambito di applicazione di tali tecniche. Questi disservizi comportano per le aziende un costo in termini di perdita di immagine e di somme da risarcire al cliente per rimediare al disagio, stabilite per legge, o da un Service Level Agreement. Il costo può comprendere il rimborso dell'intera prenotazione, e si differenzia comunque da quello relativo al no-show perché non sono sostenuti costi fissi per le prenotazioni non coperte da una capacità disponibile.
Il no-show è legato alla perdita per l'inutilizzo di una unità di capacità produttiva.
Se il pagamento è contestuale alla prenotazione, i sistemi di prenotazione permettono una schedatura di massa dei movimenti degli utenti, tramite i numeri di carta di credito.

## Analisi tramite albero delle decisioni
È una tecnica di gestione dei ricavi che ottimizza il costo delle alternative disponibili (sovrapprenotazione e no-show), e serve per decidere se alzare di una unità la sovrapprenotazione e accettare il cliente n-esimo.
Ad ognuno dei rami dell'albero decisionale è associato un costo e pesato per la rispettiva Probabilità, ipotizzando in genere una distribuzione normale degli Ovb e NS.
Il costo della sovrapprenotazione è definito costo di overestimate {\displaystyle C_{o}}, mentre il costo dei no-show è il margine di contribuzione unitario {\displaystyle M_{c}} perso. Si incontra il primo costo se il numero di disdette previste non riesce
a coprire i biglietti venduti in eccesso rispetto alla capacità; viceversa, l'azienda subirà la perdita legata a una capacità disponibile insatura.
Si accetta la prenotazione n-esima se:
{\displaystyle M_{c}*P(Ovb\leq NS)\geq C_{o}*P(Ovb>NS)}
{\displaystyle M_{c}*P(Ovb\leq NS)\geq C_{o}*[1-P(Ovb\leq NS)]}
{\displaystyle P(Ovb\leq NS)\geq {\frac {C_{o}}{M_{c}+C_{o}}}}. (1)
A complemento di questa tecnica, può essere adottato una sovrapprenotazione con fissazione del livello di servizio. Non è una tecnica di Yield Management, e può essere utilizzata sia come vincolo della precedente sia in modo indipendente dall'analisi tramite albero decisionale. Se {\displaystyle X} è la domanda e {\displaystyle C} la capacità, nota e costante:
{\displaystyle P(X>C)\leq l}
{\displaystyle 1-P(X\leq C)\leq l}
{\displaystyle P(X\geq C)\geq 1-l} con {\displaystyle X~Bin(n,P)} oppure X~N. (2)
Si accetta la prenotazione se è vera la condizione (1) e la (2), che impone il rispetto di un livello di servizio minimo. L'evento di una domanda maggiore della capacità equivale al verificarsi di una sovrapprenotazione superiore ai no-show: se la domanda non supera la capacità disponibile, non può esserci sovrapprenotazione; se si verificano dei no-show, capacità non occupata, la domanda non eccedeva la capacità.

## Analisi marginale
L'analisi marginale considera i costi legati a una sovrastima e sottostima della domanda rispetto alla capacità disponibile. Il metodo può essere usato sia in presenza di una domanda non differenziata che di una segmentazione della clientela che porta differenti profili tariffari (prima e seconda classe, categoria di stelle nel settore alberghiero, etc.). Nel secondo caso, con Protection Level si intende la quantità di posti riservata a ciascun profilo tariffario (ad es. i posti in prima classe). Se {\displaystyle C_{u}} e {\displaystyle C_{o}} sono rispettivamente i costi relativi a una sottostima ("underestimate") e sovrastima della domanda rispetto alla capacità disponibile:
{\displaystyle C_{u}*P(Ovb\leq NS)\geq C_{o}*P(Ovb>NS)}
{\displaystyle P(Ovb\leq NS)\geq {\frac {C_{o}}{C_{u}+C_{o}}}}